# Angophora hispida
Espèce
Classification phylogénétique
Répartition géographique
Angophora hispida, connu sous le nom commun de Dwarf apple (pommier nain) en anglais, est une espèce de plantes à fleurs du genre Angophora et de la famille des Myrtaceae.
Angophora hispida se développe en mallee, ou en arbre, jusqu'à environ 7 m (25 ft) de hauteur. La petite taille de A. hispida, surtout par rapport à ses parents Angophora et Eucalyptus, lui donne le surnom de pommier nain. Il est originaire d'une partie relativement petite du centre de la Nouvelle-Galles du Sud, du sud de Sydney à la région de Gosford. Les feuilles de la plante sont sessiles (sans tige) et serrent la tige avec des bases en forme de cœur. Son ancien nom - A. cordifolia Cav. - faisait référence à ces feuilles cordées. Une autre caractéristique distinctive sont les poils rouges qui recouvrent les rameaux, les bases des fleurs et les nouvelles pousses. Cela conduit à l'épithète spécifique hispida (qui signifie "hérissée").

## Galerie

Images qui montrent des caractéristiques d'Angophora hispida
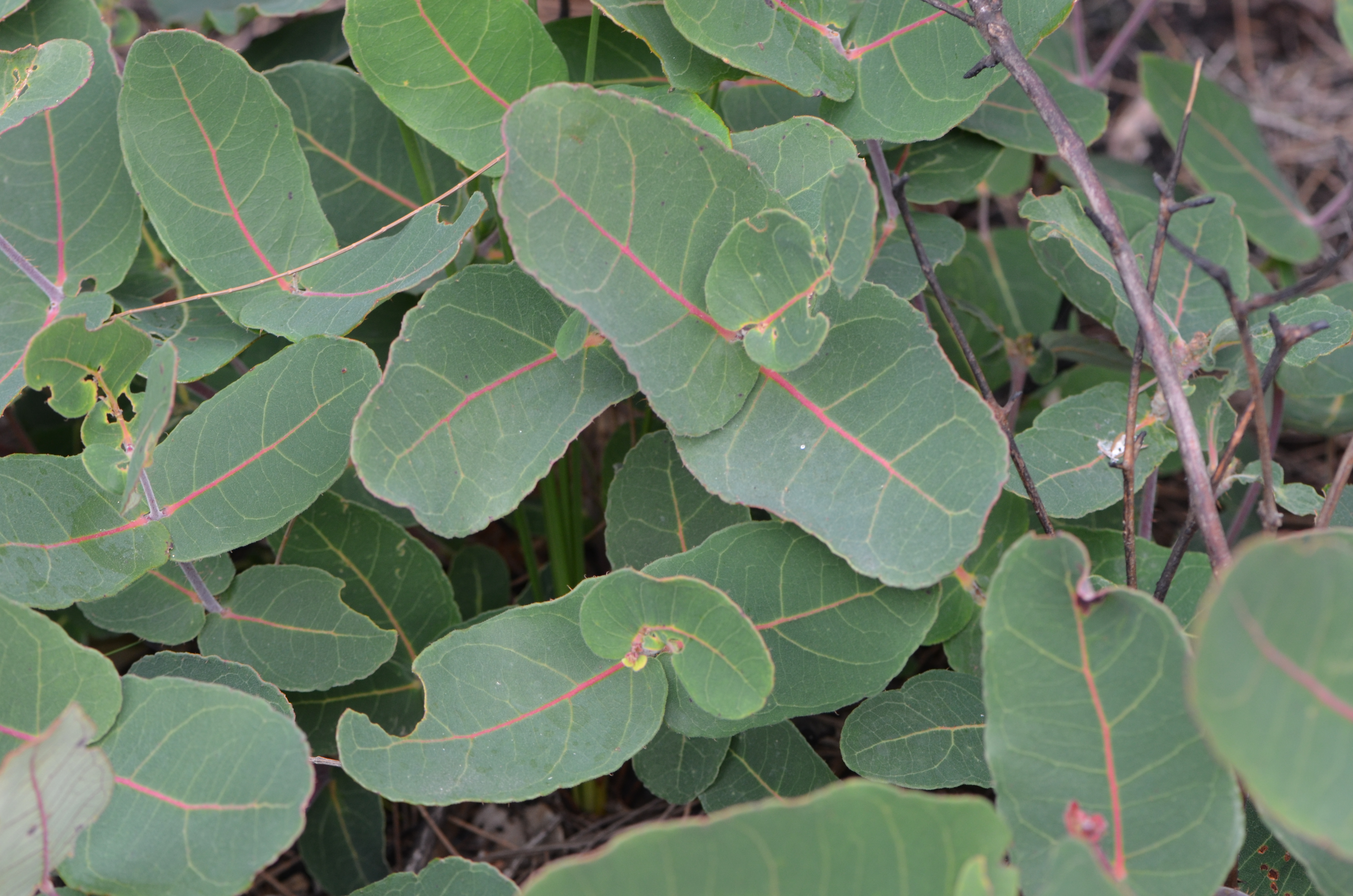
Feuilles opposées et décussées.
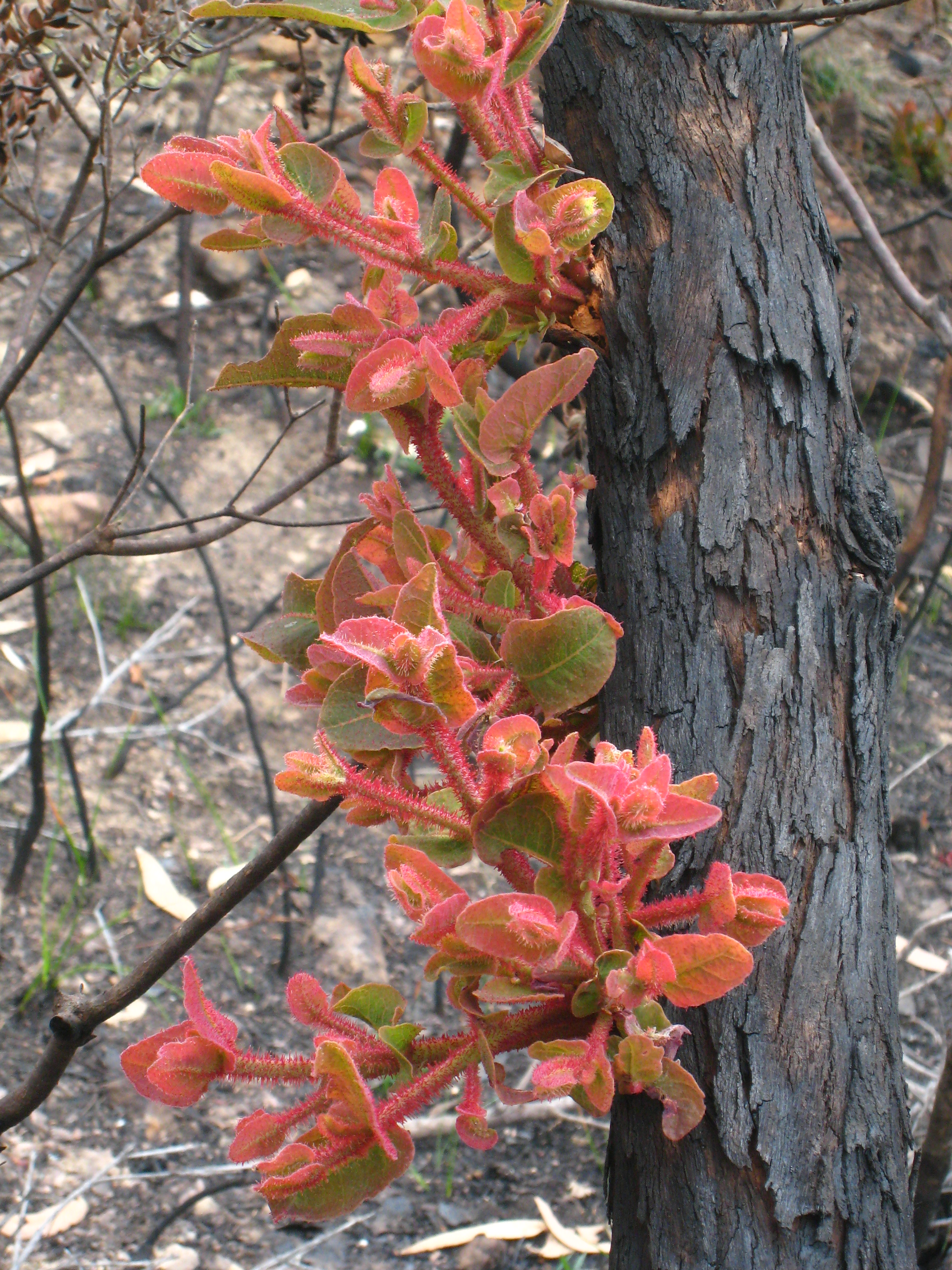
(Après le feu) nouvelle croissance rouge et poilue.
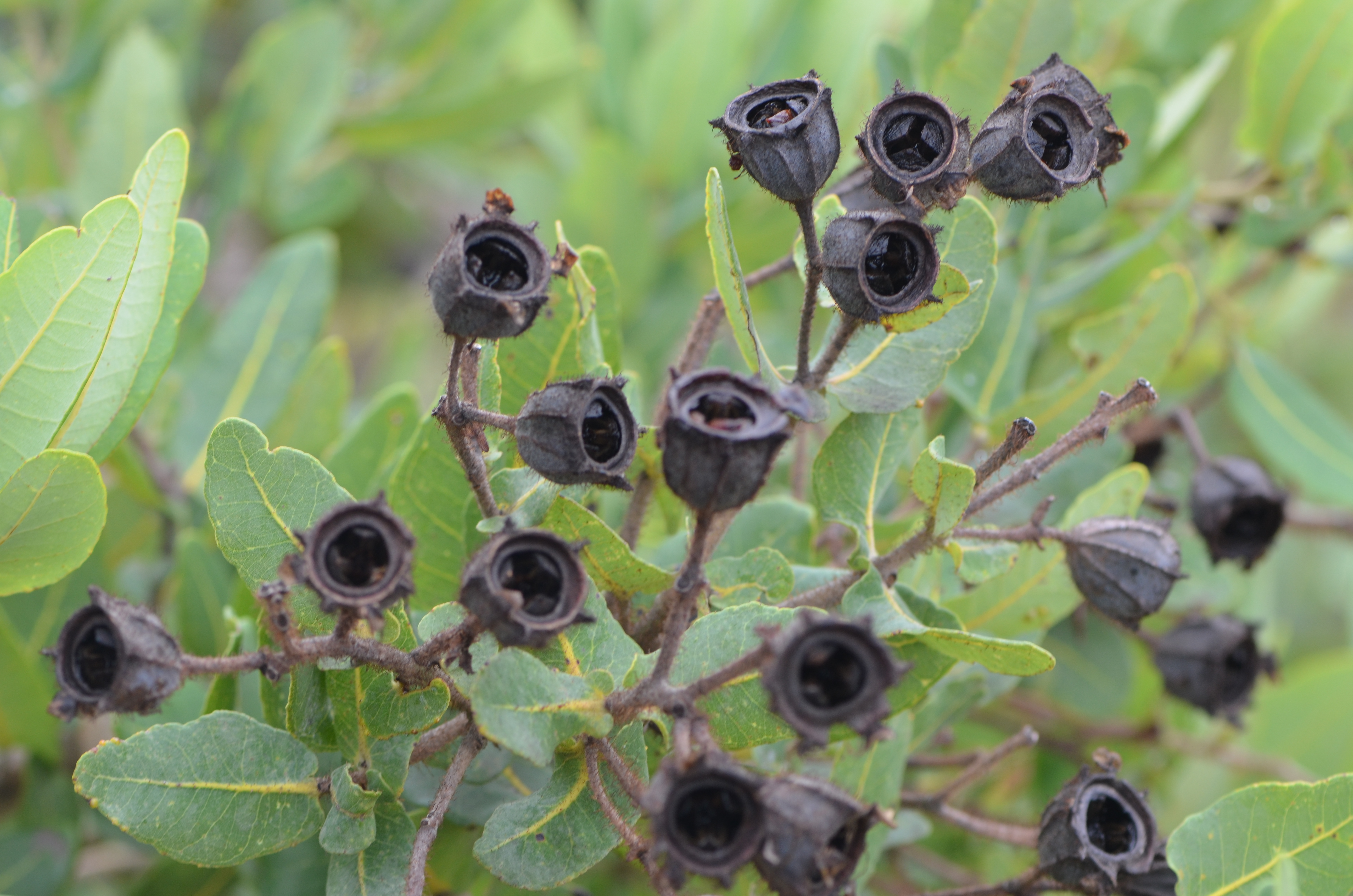
Fruits.
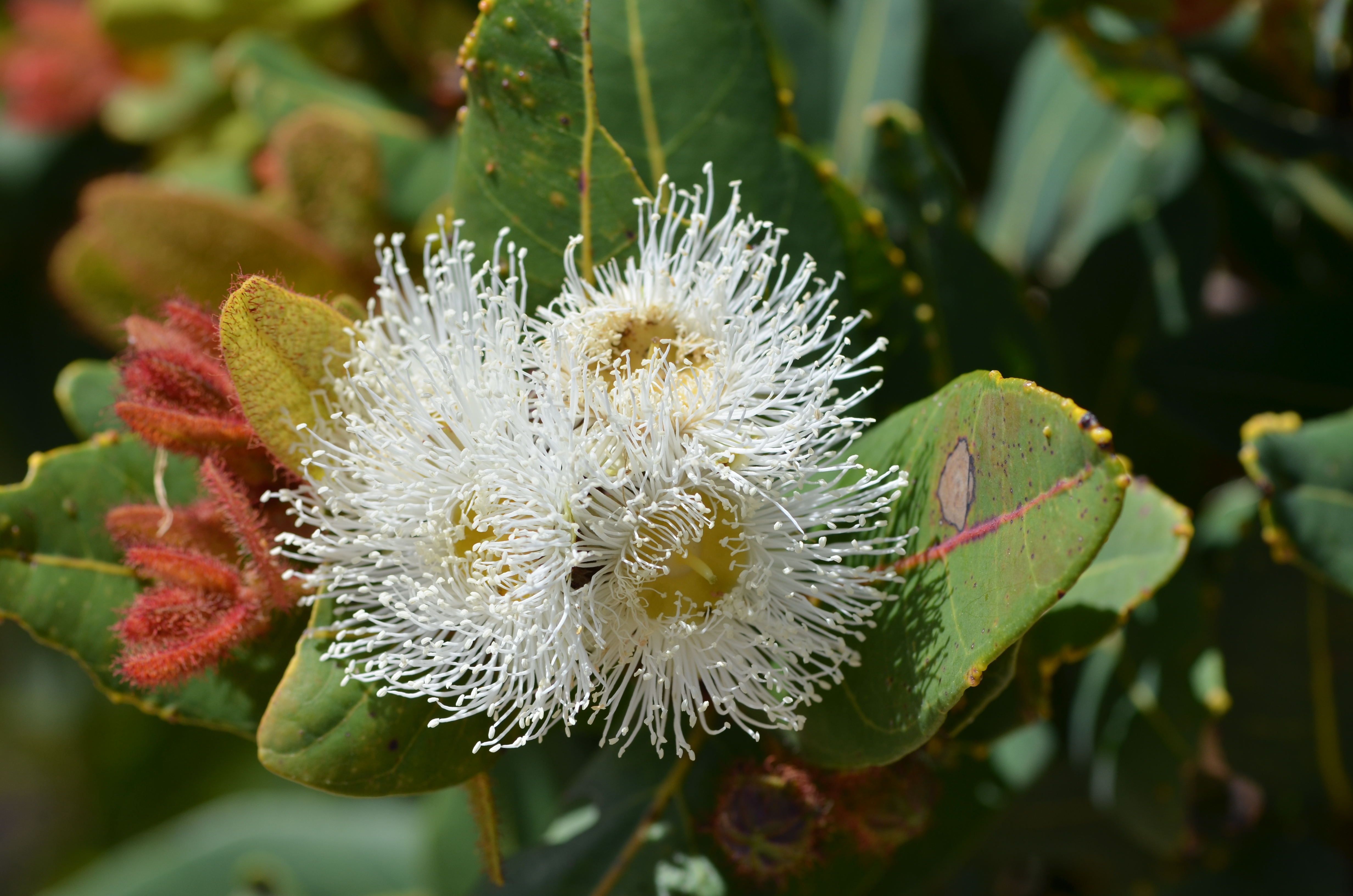
Fleurs et feuilles nouvelles.
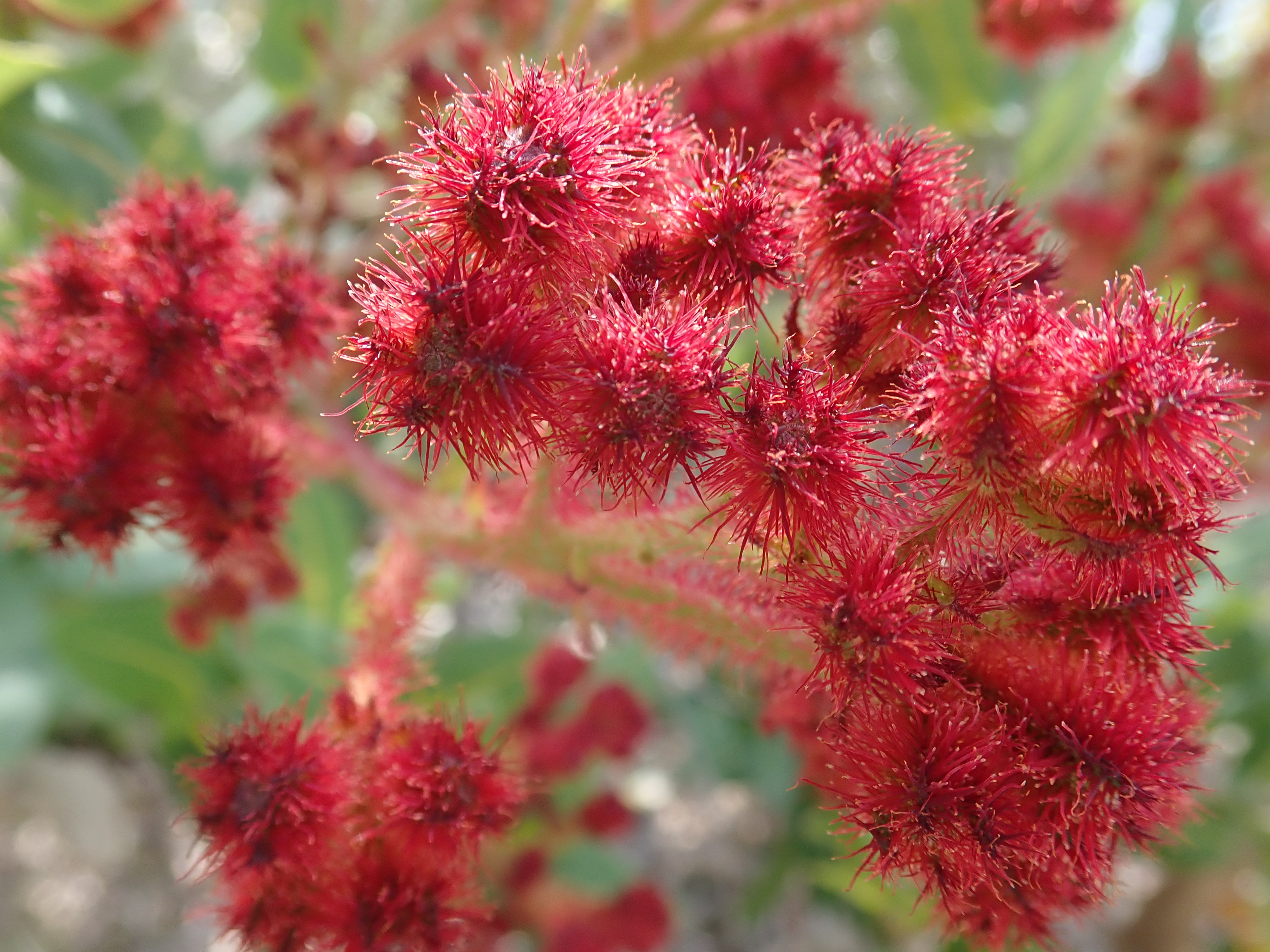
Boutons de fleurs rouges et poilus.

## Écologie

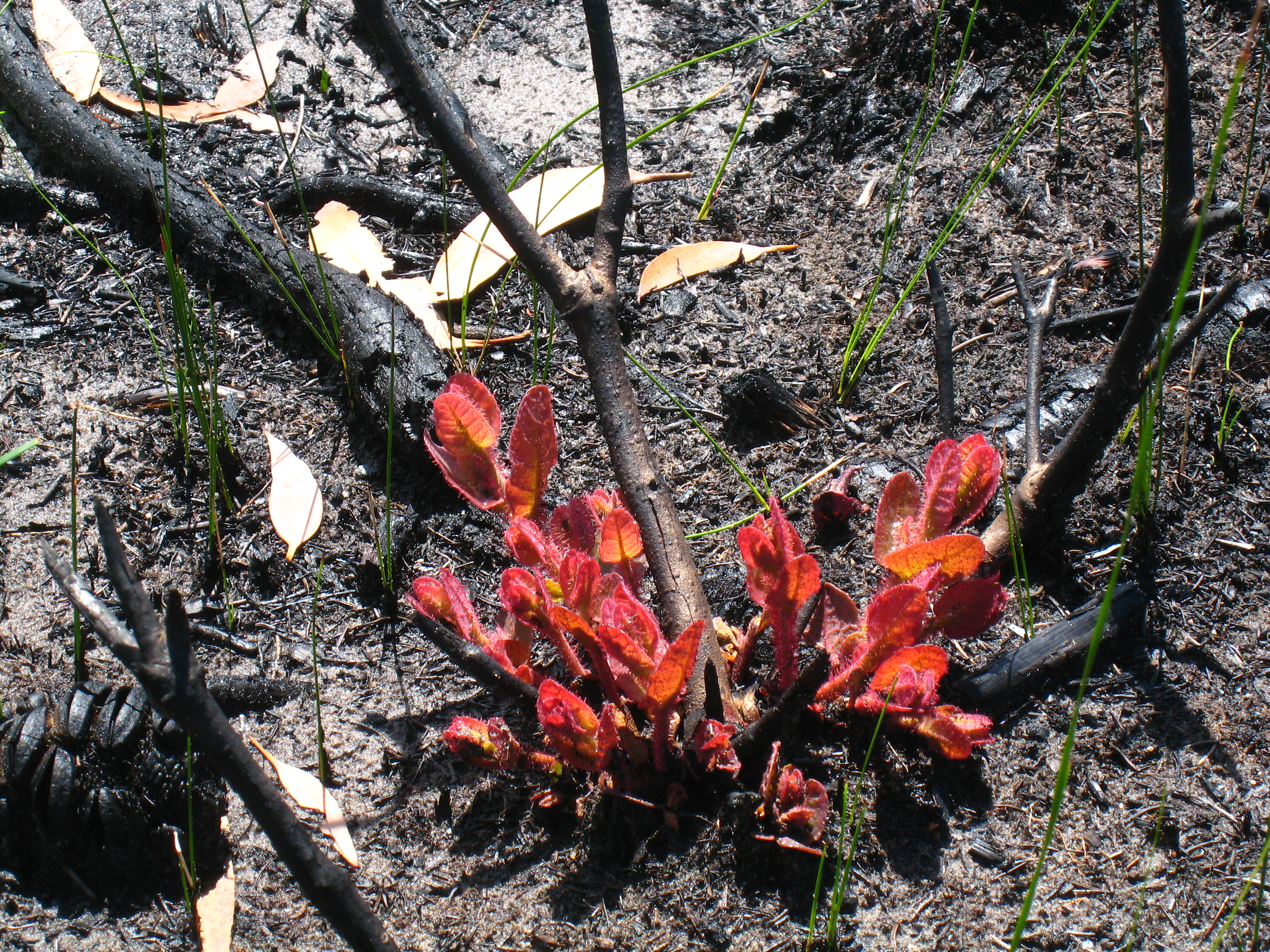
Angophora hispida: Régénération épicormique après un feu de brousse.

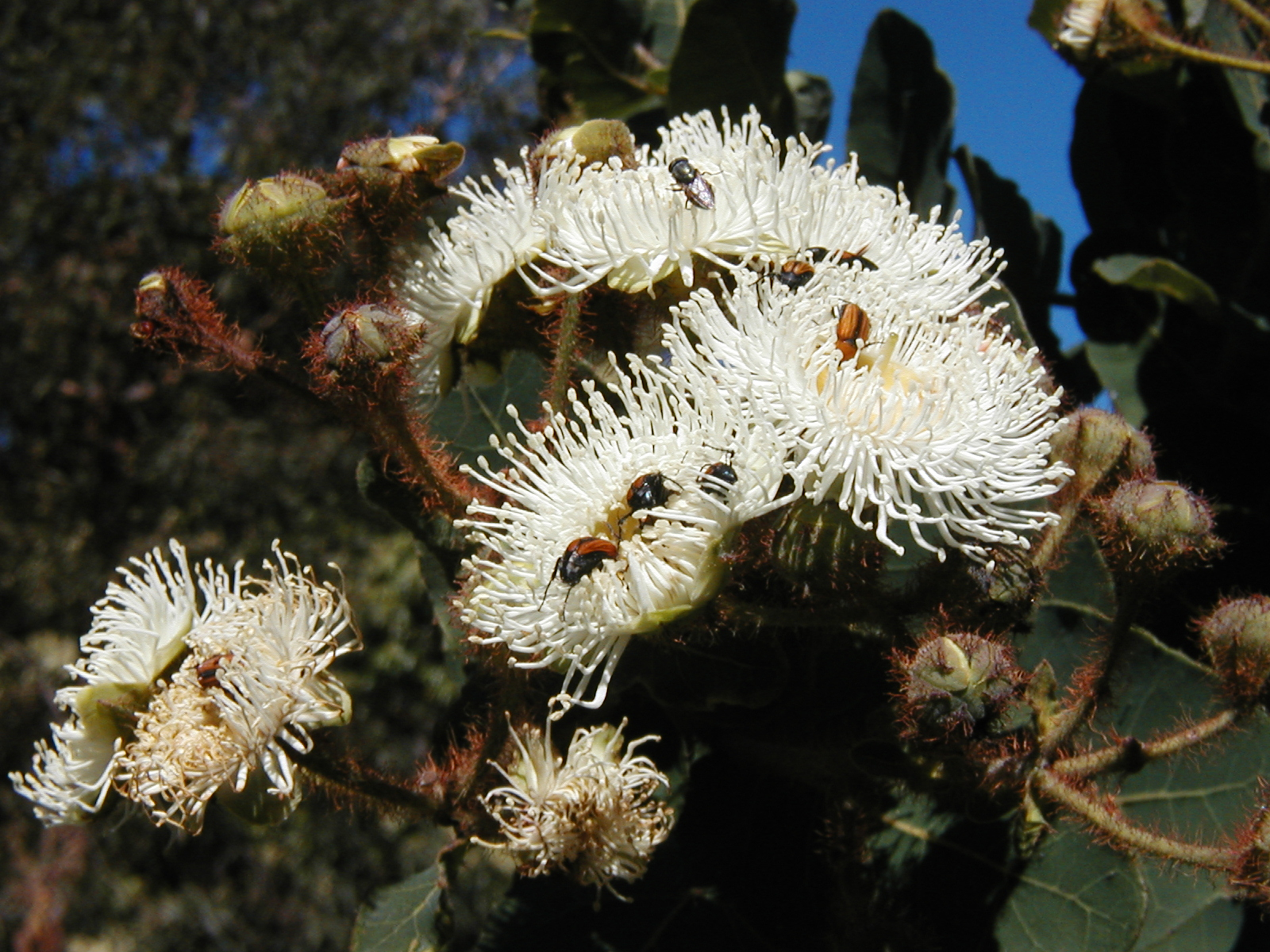
Insectes butinant parmi les capitules.

Après les feux de brousse, le pommier nain se régénère en poussant à nouveau à partir de sa base ligneuse (aussi connue sous le nom, pousses épicormiques). 
Il peut fleurir moins d'un an après avoir été brûlé et joue un rôle important en tant que source de nourriture pour les insectes mangeurs de nectar après un feu de brousse.
Les fleurs attirent des oiseaux tels que les Manorina melanocephala (miners bruyants) et les wattlebirds (Anthochaera) et une grande variété d'insectes, y compris les abeilles domestiques, les abeilles indigènes, les mouches, les papillons de nuit et un large éventail de coléoptères, y compris le chafer rose (Eupoecila australasiae), hanneton de fleur de velours vert (Glycyphana brunnipes), le coléoptère à bijou variable (Temognatha variabilis), le scarabée cow-boy (Chondropyga dorsalis) et un scarabée  Bisallardiana gymnopleura, ainsi que des membres du genre scarabée Phyllotocus et un coléoptère soldat genre Telephorus.
Le pommier nain héberge les larves de cercopes. Angophora hispida est l'hôte de l'espèce de gui, Muellerina eucalyptoides.

## Source de la traduction
- (en) Cet article est partiellement ou en totalité issu de l’article de Wikipédia en anglais intitulé « Angophora hispida » (voir la liste des auteurs).